# Вальдепеньяс-де-ла-Сьєрра
Вальдепеньяс-де-ла-Сьєрра (ісп. Valdepeñas de la Sierra) — муніципалітет в Іспанії, у складі автономної спільноти Кастилія-Ла-Манча, у провінції Гвадалахара. Населення — 201 особа (2010).
Муніципалітет розташований на відстані близько 60 км на північний схід від Мадрида, 35 км на північний захід від Гвадалахари.
На території муніципалітету розташовані такі населені пункти: (дані про населення за 2010 рік)
- Альпедрете-де-ла-Сьєрра: 35 осіб
- Вальдепеньяс-де-ла-Сьєрра: 166 осіб

## Демографія
Динаміка населення (INE ):